# Râul Cornet, Coisca
Râul Cornet este un afluent al râului Coișca. 